# Hypermnésie
Ne doit pas être confondu avec la mémoire eidétique, qui ne désigne pas une pathologie.
Pour l’article homonyme, voir Hypermnésie (histoire).
L'hypermnésie (du grec huper, « avec excès », et Μνήμης, « mémoire »), appelée également exaltation de la mémoire, se caractérise par une mémoire autobiographique extrêmement détaillée.

## Description
Les personnes atteintes d'hypermnésie peuvent se remémorer des périodes lointaines de leur vie, remontant à la petite enfance. Ces souvenirs sont principalement visuels[réf. souhaitée], mais parfois sonores, olfactifs, tactiles, avec des souvenirs de sensations qui leur sont parfois associés. L'hypermnésie ne doit pas être confondue avec la faculté, que nous possédons tous, d'avoir quelques images « flash » sur des événements particulièrement marquants[réf. souhaitée], et souvent violents.
Les hypermnésiques décrivent leur mémoire comme fonctionnant par associations incontrôlables. Leur mémoire ne garde pas le souvenir de chaque élément de leur vie. Elle est aléatoire et peut parfois retenir des événements perçus comme insignifiants. En revanche, comme ils n'ont pas de maîtrise des éléments à retenir, leur mémoire ne leur permet pas de conserver ce qu'ils souhaiteraient, à volonté[réf. nécessaire]. 
L'hypermnésie ne doit pas non plus être confondue avec les capacités exceptionnelles de mémorisation de certaines personnes, capables de restituer de longues listes de données ne présentant pas un caractère personnel, aptitude qui résulte le plus souvent de l'emploi de moyens mnémotechniques. Au contraire, les hypermnésiques ont des souvenirs autobiographiques d'une grande précision mais n'ont pas des capacités mnésiques supérieures à la moyenne pour le reste de leur mémoire épisodique. Dans leur cas, il n'y a aucun procédé technique mis en œuvre volontairement, les souvenirs s'imposant au contraire de façon automatique.
Les facultés sont divisées en degrés et en fonction des différents sens des humains. Un hypermnésique complet est une personne dont toutes les informations perçues par ses différents sens sont « enregistrées » tandis qu'un hypermnésique du premier degré ne garde qu'un seul de ses sens en mémoire. Les deux sens les plus souvent alors actifs sont la vue et l'ouïe.[réf. souhaitée]
Malgré leurs capacités, les hypermnésiques ne sont pas des calculateurs calendaires comme certaines personnes autistes ou atteintes du syndrome du savant. Toutefois, il existe des similitudes entre certaines formes d'hypermnésie et certaines formes d'autisme. Comme certains « autistes Asperger » certains hypermnésiques ont un intérêt obsessionnel pour les dates.  Le psychologue russe Alexandre Louria a documenté le cas de Solomon Cherechevski. Celui-ci était tout à fait différent de la première hypermnésique documentée, connue comme « AJ », en ce qu'il pouvait délibérément mémoriser des quantités pratiquement illimitées d'informations. On a parfois avancé l'hypothèse que les hypermnésiques auraient une mémoire plus faible que la moyenne pour les informations non-autobiographiques. Cela n'a jamais été mis clairement en évidence. Un autre parallèle frappant entre le cas de Shereshevskii et certains autistes savants est la synesthésie temps-espace de Shereshevskii. Il a été suggéré que la mémoire autobiographique supérieure est  intimement liée avec ce type de synesthésie.

## Conséquences
Les capacités hypermnésiques pourraient avoir, dans certains cas, un effet néfaste sur les capacités cognitives. En prenant pour exemple un cas particulier, le flux irrépressible de souvenirs a causé d'importantes perturbations dans la vie de « AJ », le premier cas attesté en 2006 d'hypermnésie. Elle a décrit ses remémorations comme « incessantes, incontrôlables et totalement épuisantes » et comme « un fardeau ». Comme tous les hypermnésiques, AJ a tendance à s'absorber et se perdre dans ses souvenirs. Cela peut rendre difficile son attention aux événements présents ou futurs, puisqu'elle vit en permanence dans le passé.
AJ affiche beaucoup de difficulté à mémoriser des informations allocentrées. « Sa mémoire autobiographique, bien qu'incroyable, est également sélective et même ordinaire, à certains égards » selon McGaugh. Ceci a été démontré par la piètre performance de AJ aux tests de mémoire normalisés. À l'école, AJ était une élève moyenne, manifestement incapable d'appliquer à ses études sa mémoire exceptionnelle. Des tendances similaires ont été observées dans d'autres cas d'hypermnésie.
Des déficits dans la capacité à agir et une latéralisation anormale ont également été identifiés chez « AJ ». Ces déficits cognitifs sont caractéristiques des troubles frontostriataux (en).

## Formes spécifiques d'hypermnésie

### Le syndrome de Targowla
Le syndrome de Targowla, aussi appelé  « syndrome d'hypermnésie émotionnelle paroxystique tardive », catégorie diagnostique de la psychiatrie psychanalytique, non reconnu dans la nomenclature scientifique médicale internationale, serait un type d'hypermnésie traumatique : causé par la guerre et les rappels à la mémoire d'un ou plusieurs souvenirs traumatisants — ce « syndrome » serait notamment typique des anciens déportés des camps nazis. S'installant après une période de latence allant de quelques mois à plusieurs années, il pourrait avoir été compensé. Les « fragilités » acquises pendant ces événements se seraient manifestées régulièrement sous la forme de décompensations et de dépressions, affectant fréquemment des personnes âgées de 20 ans à 30 ans lors de leur déportations et parvenues à l'âge de la retraite. 
Les « symptômes » seraient d'ordre affectifs et émotionnels, mais la personne atteinte garderait ses fonctions mentales intactes[réf. nécessaire] Ce « syndrome » n'altérerait pas gravement la personnalité et le sujet qui en serait affecté serait conscient de son hypermnésie et des troubles du comportement qu'elle impliquerait, celui-ci pourrait alors en dominer ainsi, au moins en partie, les effets[réf. nécessaire].

### Hypermnésie hypomaniaque
Selon l'école française de psychiatrie, il existerait des cas d'hypermnésie hypomaniaque, caractérisée : « comme un rappel massif, pendant l’épisode hypomaniaque, d’informations autobiographiques non accessibles en période d’humeur normale ».

## L'hypermnésie dans la littérature et le cinéma
Les capacités extraordinaires des hypermnésiques ont fasciné de nombreux écrivains et cinéastes (entre autres dans le genre fantastique). Ce sont ses effets, plus que la maladie elle-même, qui ont intéressé la plupart de ces artistes, d'où beaucoup de ré-interprétations et d'utilisations plus ou moins erronées ou exagérées de l'hypermnésie.[réf. nécessaire]

### Quelques œuvres ayant utilisé l'hypermnésie
- La Tétralogie du Monstre d'Enki Bilal (bande dessinée)
- Jeunesse sans jeunesse de Mircea Eliade (nouvelle) et L'Homme sans âge, son adaptation cinématographique par Francis Ford Coppola
- La Petite Chartreuse de Pierre Péju (roman) et son adaptation cinématographique par Jean-Pierre Denis
- Qui perd gagne ! de Laurent Bénégui (film)
- La Fulgurée de Didier Bivel (téléfilm)
- Funes ou la Mémoire (Funes el memorioso) de Jorge Luis Borges (nouvelle)
- Spleen : J'ai plus de souvenirs que si j'avais mille ans (Les Fleurs du mal) de Baudelaire (poème)
- Les Petits Dieux de Terry Pratchett (roman)
- Phaenomen de Erik L'Homme (roman)
- La Mémoire totale de Claude Ecken (roman)
- « Je retiens même ce que je ne veux pas retenir et je ne peux pas oublier ce que je veux oublier. » Propos attribué à Thémistocle par Cicéron.
- Les Artistes de la mémoire de Jeffrey Moore (roman) : roman se présentant comme le témoignage d'un neurologue, et racontant la vie d'un hypermnésique (ainsi que de deux autres personnes ayant d'autres troubles neurologiques).
- Psych : Enquêteur malgré lui  de Steve Franks (en) (série)
- Unforgettable  de John Bellucci et Ed Redlich (série)
- Dr House de David Shore : Apprendre à oublier, épisode 12 de la saison 7 (série)
- Sherlock Holmes 1 et 2 de Guy Ritchie, où, dans le 2, Holmes répond à la question « que voyez vous ? » : « Absolument tout. Tel est mon fléau. »
- Toaru Majutsu no Index, une série de light novels d'origine japonaise où l'un des personnages principaux est poursuivi pour ses souvenirs.
- No Limit (série télévisée) de Luc Besson, saison 3. Le lieutenant Réda Belkacem souffre d'hypermnésie, ce qui lui permet de se souvenir de chaque article de la constitution et des lois françaises. (Série).
- Gangsta. (série animée japonaise) de Kohske : Worrick, un des personnages principaux, est hypermnésique, ce qui lui permet de se rappeler chaque événement et de chaque détail du passé, même ses souvenirs les plus sombres.
- Remember (émission sud coréenne) dirigée par Lee Chang Min : Seo Jin Woo, un des personnages principaux, est hypermnésique, c'est ce qui lui permet de devenir avocat dans le but de prouver l'innocence de son père.
- Monk (série TV américaine en 8 saisons). Le personnage principal, de la série éponyme, est hypermnésique et utilise cette disposition pour résoudre des affaires criminelles. Mais il la juge très encombrante car « C'est un don et une malédiction ».
- Hypermnésia[10], Un documentaire-fiction de Christophe Deleu et François Teste diffusé sur France Culture en 2016 dans l’émission Sur les docks. Kim, le personnage principal est hypermnésique[11].
- Sandra, l'un des personnages de la série Superstore, est hypermnésique.
- Potlach de Danide et Marcos Prior (bande dessinée) met en scène un personnage atteint d'hyperthymésie, une forme aigüe d'hypermnésie[12].
- Jean Echenoz, Des éclairs, Édition de Minuit, 2010, la vie romancée de Nicolas Tesla, qui fut hypermnésique et génial inventeur.